# Les Disciples Pierre et Jean courant au sépulcre le matin de la Résurrection
Les Disciples Pierre et Jean courant au sépulcre le matin de la Résurrection est un tableau d'Eugène Burnand peint en 1898.

## Historique
Il a été acheté par l'état français lors du salon de 1898.

## Description
Le tableau renvoie à l'évangile selon Jean (20, 3‑4a) : « Pierre sortit, ainsi que l’autre disciple, et ils allèrent au tombeau. Ils couraient tous les deux ensemble, mais l’autre disciple courut plus vite que Pierre […] ».
Le titre du tableau est religieux, mais rien dans sa composition ne suit les codes de l'art religieux. Le principal sujet, la Résurrection, est hors-champ. Pierre est en second plan, la figure pétrinienne y perd donc la primauté pontificale. Les personnages se dirigent vers la gauche, à contre-sens de l'écriture occidentale. Le réalisme profane a été critiqué mais son audace a contribué à la modernisation de l'art religieux, d'où son acquisition éclair par l'État français. Critiqué pour son « irréligion », Burnand a rétorqué être un « évangéliste par l’art ».

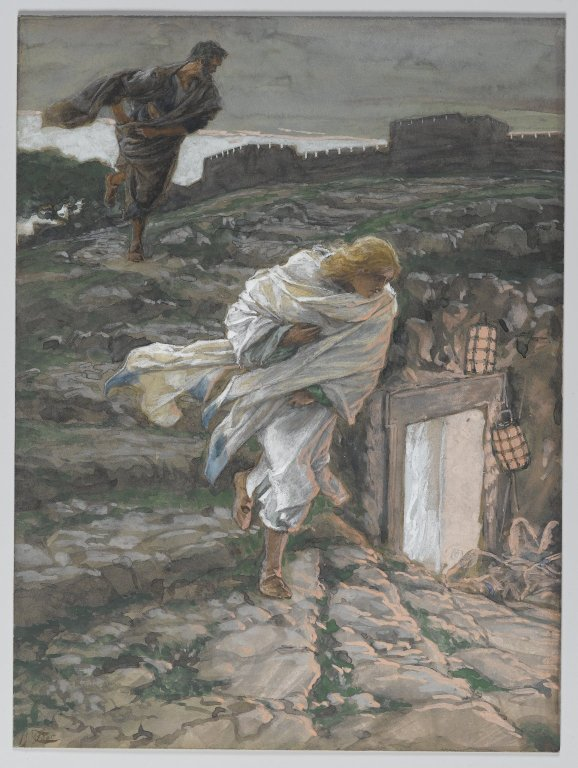
Saint Pierre et Saint Jean courent au sépulcre (1886‑1894, Brooklyn Museum) de James Tissot.

Il est possible que Burnand ait été inspiré par le Saint Pierre et Saint Jean courent au sépulcre (1886‑1894, Brooklyn Museum) de James Tissot, mais en revisitant les dynamiques de composition.